# Technomyrmex curiosus
Technomyrmex curiosus is een mierensoort uit de onderfamilie van de Dolichoderinae. De wetenschappelijke naam van de soort is voor het eerst geldig gepubliceerd in 2007 door Fisher & Bolton.